# Marcel Schlechter
Marcel Schlechter (ur. 9 lipca 1928 w Luksemburgu, zm. 10 listopada 2023) – luksemburski polityk, parlamentarzysta krajowy, poseł do Parlamentu Europejskiego III i IV kadencji, minister.

## Życiorys
Pracował m.in. jako kierowca, był aktywnym działaczem związkowym. Zaangażował się w działalność polityczną w ramach Luksemburskiej Socjalistycznej Partii Robotniczej. Z jej ramienia po raz pierwszy w 1967 został członkiem Izby Deputowanych w miejsce Victora Bodsona, zasiadając w niej do 1968. Ponownie wybierany do krajowego parlamentu w 1974, 1979, 1984 i 1989. Zrezygnował z mandatu w 1990. W dwóch rządach, którymi kierował Jacques Santer, od 1984 do 1989 był ministrem transportu, energii i robót publicznych.
W latach 1990–1999 przez dwie kadencje sprawował mandat eurodeputowanego. Zasiadał w grupie socjalistycznej, pracował głównie w Komisji ds. Transportu i Turystyki.